# Villán de Tordesillas
Villán de Tordesillas é um município da Espanha na província de Valladolid, comunidade autónoma de Castela e Leão, de área 12,30 km² com população de 176 habitantes (2004) e densidade populacional de 14,31 hab/km².

## Demografia
| Variação demográfica do município entre 1991 e 2004 | Variação demográfica do município entre 1991 e 2004 | Variação demográfica do município entre 1991 e 2004 | Variação demográfica do município entre 1991 e 2004 |
| --------------------------------------------------- | --------------------------------------------------- | --------------------------------------------------- | --------------------------------------------------- |
| 1991                                                | 1996                                                | 2001                                                | 2004                                                |
| 175                                                 | 189                                                 | 185                                                 | 176                                                 |